# Ясная Поляна (Баганский район)
Ясная Поляна — бывший посёлок в Баганском районе Новосибирской области. Входил в состав Лозовского сельсовета. Исключен из учётных данных в 2011 г.

## География
Площадь посёлка — 14 гектар.

## История
Основан в 1907 году. В 1928 г. посёлок Розенталь состоял из 75 хозяйств, основное население — немцы. Центр Розентальского сельсовета Андреевского района Славгородского округа Сибирского края.

## Население
| 1926 | 1976 | 1995 | 2002 | 2010 |
| ---- | ---- | ---- | ---- | ---- |
| 384  | ↘71  | ↗108 | ↘70  | ↘0   |

Бывший русско-немецкий посёлок, в 1989 году проживало 93 человека (70 % — немцы).

## Инфраструктура
В посёлке по данным на 2006 год отсутствуют социальные учреждения.